# Amakusa Shirō
Amakusa Shirō (天草 四郎 (Thiên Thảo Tứ Lang) 1623-1638), hay còn gọi là Amakusa Shirō Tokisada (天草四郎時貞, Thiên Thảo Tứ Lang Thì Trinh), là một thủ lĩnh Công giáo trẻ tuổi của cuộc khởi nghĩa Shimabara trong lịch sử phong kiến Nhật Bản. Đây là một thanh niên mộ đạo, vì không chịu được ách áp bức của Mạc phủ nên đã dẫn đầu giáo dân nổi dậy chống lại Shōgun Tokugawa Iemitsu thời bấy giờ. Dưới sự lãnh đạo của Amakusa Shirō, cuộc nổi dậy đã diễn ra trên quy mô rất lớn, lôi kéo nhiều giáo dân tham gia. Mạc phủ đã phải áp dụng nhiều biện pháp đàn áp, kể cả nhờ đến chi viện của pháo hạm Hà Lan. Cuối cùng cuộc khởi nghĩa bị dập tắt, Amakusa Shirō bị giết.